# Neustria

Neustria na mapie państwa Franków

Neustria – kraina historyczna, północno-zachodnia część państwa Franków. Położona na północ od doliny Loary. Graniczyła z Bretanią (od zachodu), Akwitanią (od południa), Burgundią (od południowego wschodu) i Austrazją (od północnego wschodu). Głównymi ośrodkami Neustrii w czasach Franków były: Paryż, Reims, Orlean i Soissons.

## Historia
Obszar Neustrii został włączony do państwa Franków w 486 roku, kiedy zostało podbite państwo Syagriusza po bitwie pod Soissons. W latach 561–687 Neustria była osobnym królestwem po tym, jak państwo się rozpadło. Od sąsiedniej Austrazji różniła się tym, że była bardziej zromanizowana (Austrazja była bardziej germańska pod względem językowym i kulturowym). W VII wieku Neustria prowadziła wojnę z Austrazją (określaną przez wielu jej współczesnych jako wojna domowa Franków). Neustria po bitwie pod Tertry (687 rok) została pokonana i ponownie połączona z Austrazją wspólnym władcą – Pepinem II. Po podziale kraju na mocy traktatu w Verdun (843 rok) Neustria przypadła państwu zachodniofrankijskiemu. Na początku X w. Neustria została podbita przez Normanów.

## Etymologia nazwy
Nazwa Neustrii oznaczała „nowe państwo”. Tę nazwę nadali Frankowie z Austrazji dla podkreślenia, że to oni zamieszkują rdzenną część kraju, a Neustria jest nowym tworem. Był to niejako odwet za nazywanie ich części „Austrazją”, czyli „państwem wschodnim”, co miało podkreślać peryferyjne położenie Austrazji w stosunku do Neustrii.